# Stawrowe
Stawrowe (ukr. Ставрове) – wieś na Ukrainie, w obwodzie odeskim, w rejonie podolskim, w hromadzie Okny. W 2001 liczyła 1181 mieszkańców.